# Enrico Luzi
Enrico Luzi, pseudonimo di Enrico Cucuzza, talvolta accreditato come Enrico Luzzi (Trieste, 27 settembre 1919 – Roma, 18 ottobre 2011), è stato un attore e doppiatore italiano.

## Biografia
Specializzato in ruoli da caratterista, è stato attivo in cinema, particolarmente con parti brillanti in commedie e musicarelli ma anche in ruoli seri in b-movie di genere poliziottesco, e televisione]fra gli anni quaranta e gli anni ottanta.
Diviene famoso al pubblico radiofonico, tra il 1951 e il 1953, nello spettacolo Rosso e nero, dove propose lo sketch Lo scocciatore pubblico n.1.
In televisione ha fatto parte con il Quartetto Cetra del cast di Biblioteca di Studio Uno nell'episodio La storia di Rossella O'Hara, parodia del romanzo di Margaret Mitchell Via col vento e ha partecipato ad alcune puntate delle serie televisive Le inchieste del commissario Maigret e quelle concernenti il tenente Sheridan e l'investigatore-gastronomo Nero Wolfe. Ha partecipato anche alle riprese de Il giornalino di Gian Burrasca, con Rita Pavone.
Come doppiatore, ha dato voce a molti cartoni animati, fra cui Kimba - Il leone bianco, L'orsetto Mysha e Napo orso capo. È la voce dello zio Fester (nell'originale interpretato da Jackie Coogan), nella versione italiana del telefilm La famiglia Addams .
Fra le altre cose, Luzi ha inciso nel 1960 una versione sceneggiata discografica del Pinocchio collodiano.

## Filmografia

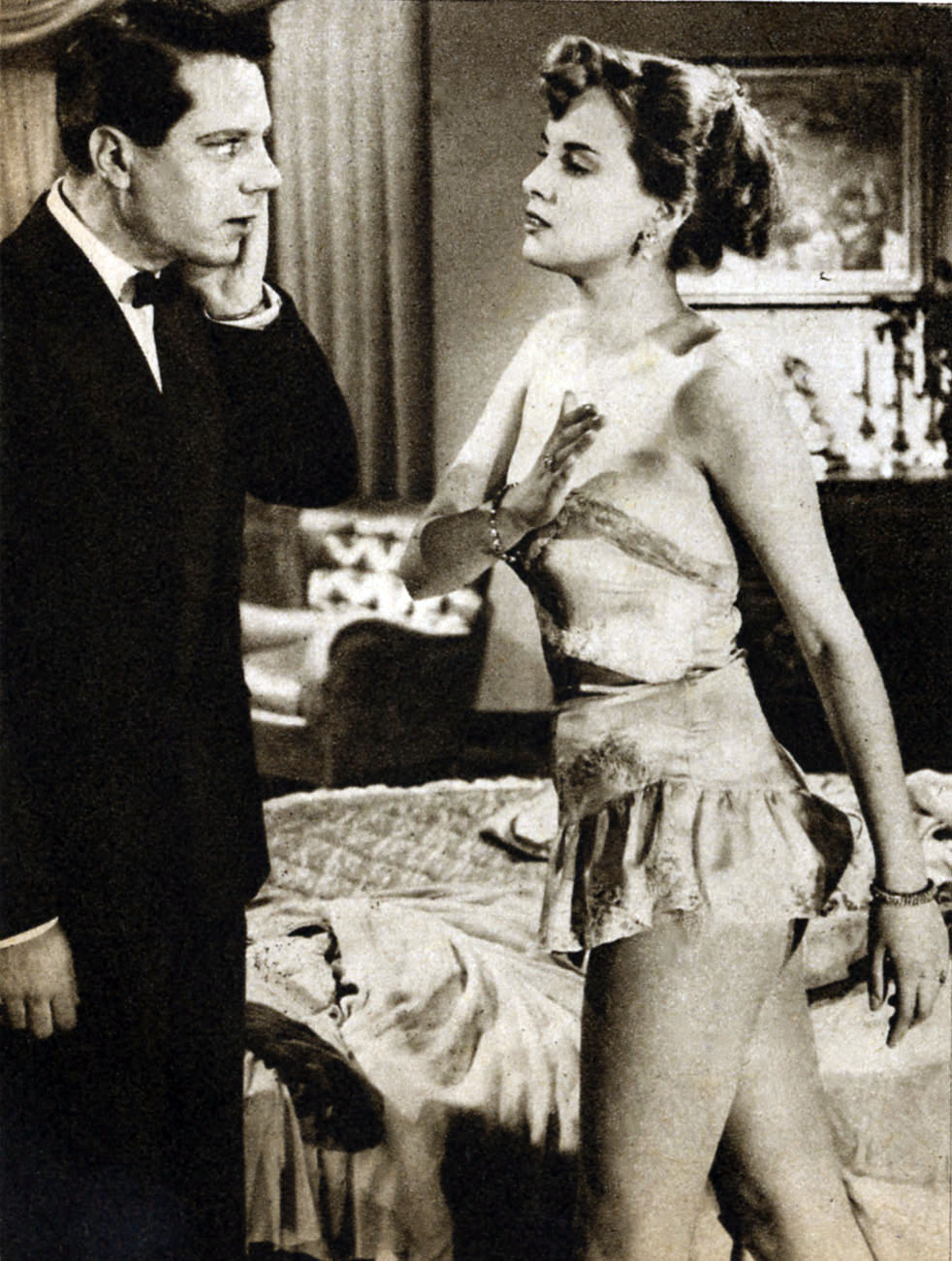
Enrico Luzi e Antonella Lualdi in È più facile che un cammello... (1951)

- L'ultimo ballo, regia di Camillo Mastrocinque (1941)
- Se non son matti non li vogliamo, regia di Esodo Pratelli (1941)
- Avanti c'è posto..., regia di Mario Bonnard (1942)
- Via delle Cinque Lune, regia di Luigi Chiarini (1942)
- Gioco pericoloso, regia di Nunzio Malasomma (1942)
- Il birichino di papà, regia di Camillo Mastrocinque (1943)
- Fuga a due voci, regia di Carlo Ludovico Bragaglia (1943)
- La statua vivente, regia di Camillo Mastrocinque (1943)
- Campo de' fiori, regia di Mario Bonnard (1943)
- Non sono superstizioso... ma!, regia di Carlo Ludovico Bragaglia (1943)
- Due lettere anonime, regia di Mario Camerini (1945)
- Felicità perduta, regia di Filippo Walter Ratti (1946)
- Voglio bene soltanto a te, regia di Giuseppe Fatigati (1946)
- Il Passatore, regia di Duilio Coletti (1947)
- Eugenia Grandet, regia di Mario Soldati (1947)
- Follie per l'opera, regia di Mario Costa (1948)
- 11 uomini e un pallone, regia di Giorgio Simonelli (1948)
- Vivere a sbafo, regia di Giorgio Ferroni (1949)
- Al diavolo la celebrità, regia di Steno e Monicelli (1949)
- Marechiaro, regia di Giorgio Ferroni (1949)
- Donne e briganti, regia di Mario Soldati (1950)
- Tototarzan, regia di Mario Mattoli (1950)
- Miss Italia, regia di Duilio Coletti  (1950)
- Quel fantasma di mio marito, regia di Camillo Mastrocinque (1950)
- Canzone di primavera, regia di Mario Costa (1951)
- È più facile che un cammello..., regia di Luigi Zampa (1951)
- La famiglia Passaguai, regia di Aldo Fabrizi (1951)
- Il microfono è vostro, regia di Giuseppe Bennati (1951)
- Libera uscita, regia di Duilio Coletti (1951)
- Tizio Caio Sempronio, regia di Marcello Marchesi, Vittorio Metz e Alberto Pozzetti (1951)
- Auguri e figli maschi!, regia di Giorgio Simonelli (1951)
- Tre storie proibite, regia di Augusto Genina (1952)
- Bellezze in motoscooter, regia di Carlo Campogalliani (1952)
- Giovinezza, regia di Giorgio Pàstina (1952)
- Papà diventa mamma, regia di Aldo Fabrizi (1952)
- Viva il cinema!, regia di Enzo Trapani (1952)
- La figlia del reggimento, regia di Géza von Bolváry (1953)
- La voce del silenzio, regia di Georg Wilhelm Pabst (1953)
- Cose da pazzi, regia di Georg Wilhelm Pabst (1954)
- Bertoldo, Bertoldino e Cacasenno, regia di Ruggero Maccari e Mario Amendola (1954)
- Nagana, regia di Hervé Bromberger (1955)
- Carosello del varietà, regia di Aldo Quinti e Aldo Bonaldi (1955)
- Accadde al penitenziario, regia di Giorgio Bianchi (1955)
- Gagliardi e pupe, regia di Roberto Bianchi Montero (1958)
- Le ambiziose, regia di Antonio Amendola (1960)
- La donna di ghiaccio, regia di Antonio Racioppi (1960)
- Gli scontenti, regia di Giuseppe Lipartiti (1961)
- Il trionfo di Robin Hood, regia di Umberto Lenzi (1962)
- Caccia alla volpe, regia di Vittorio De Sica (1966)
- Per un pugno di canzoni, regia di José Luis Merino (1966)
- Amore Formula 2, regia di Mario Amendola (1970)
- Nel giorno del Signore, regia di Bruno Corbucci (1970)
- Continuavano a chiamarli... er più e er meno, regia di Giuseppe Orlandini (1972)
- Storia de fratelli e de cortelli, regia di Mario Amendola (1973)
- Assassinio sul Tevere, regia di Bruno Corbucci (1979)
- Il lupo e l'agnello, regia di Francesco Massaro (1980)

## Programmi radio Rai
- L'Aio nell'imbarazzo, commedia di Giovanni Giraud, regia di Nino Meloni, trasmessa il 14 settembre 1949
- La Bisarca, rivista musicale di Garinei e Giovannini, con Riccardo Billi, Isa Bellini, Bice Valori, Giusi Raspani Dandolo, Gilberto Mazzi, Paolo Panelli, orchestra diretta da Mario Vallini e Gino Filippini, trasmessa in due stagioni 1949 1951.
- Le avventure di Pinocchio, di Carlo Collodi, adattamento Luciano Folgore con Enrico Luzi, regia Nino Meloni 1950.
- Rosso e nero (1951-53)
- Il giornalino di Pinocchio, a cura di Luciano Folgore, programma per i ragazzi, giugno luglio 1953
- Più di così..., regia di Federico Sanguigni (1977) - seconda edizione

## Televisione
- Più rosa che giallo, regia di Alberto Bonucci, trasmessa dal 12 giugno al 24 luglio 1962.
- Avventure in IV B, regia di Lelio Golletti - miniserie TV (1964)
- Biblioteca di Studio Uno: La storia di Rossella O'Hara (1964)
- Il giornalino di Gian Burrasca, regia di Lina Wertmüller (1964)
- Le inchieste del commissario Maigret: L'ombra cinese (1966)
- L'affare Kubinsky di László Fodor e László Lakatos, regia di Giuseppe Di Martino, trasmessa dalla RAI il 3 febbraio 1967.
- Tenente Sheridan: Paso doble (1967)
- Tenente Sheridan: La donna di quadri (1968)
- Stasera Fernandel, episodio La notte delle nozze, regia di Camillo Mastrocinque (1968)
- Memorandum, regia di Enrico Colosimo, trasmessa sul Secondo programma il 15 febbraio 1969.
- Nero Wolfe: Il pesce più grosso (1969)
- Il paese di Giocagiò (1970)

## Doppiaggio (parziale)
- James Mason in Le notti di Salem (ridoppiaggio)
- Jackie Coogan in La famiglia Addams
- Conrad Bain ne Il mio amico Arnold (3ª voce)
- Richard Loo e Peter Chong in Prigionieri di Satana